# Selección de fútbol sub-23 del Gabón
La selección de fútbol sub-23 de Gabón, conocida también como la selección olímpica de fútbol de Gabón, es el equipo que representa al país en Fútbol en los Juegos Olímpicos y en el Campeonato Africano Sub-23; y es controlada por la Federación Gabonesa de Fútbol.

## Palmarés
- Campeonato Africano Sub-23: 1

2011

## Estadísticas

### Campeonato Africano Sub-23
| Récord | Récord  | Récord | Récord | Récord | Récord | Récord | Récord | Récord |
| Año    | Ronda   | Pos.   | J      | G      | E      | P      | GF     | GC     |
| ------ | ------- | ------ | ------ | ------ | ------ | ------ | ------ | ------ |
| 2011   | Campeón | 1      | 5      | 3      | 1      | 1      | 7      | 4      |
| Total  | 1/1     | -      | 5      | 3      | 1      | 1      | 7      | 4      |

### Juegos Olímpicos
| Año   | Resultado      | J              | G              | E              | P              | GF             | GC             |
| ----- | -------------- | -------------- | -------------- | -------------- | -------------- | -------------- | -------------- |
| 1992  | No clasificó   | No clasificó   | No clasificó   | No clasificó   | No clasificó   | No clasificó   | No clasificó   |
| 1996  | No clasificó   | No clasificó   | No clasificó   | No clasificó   | No clasificó   | No clasificó   | No clasificó   |
| 2000  | No clasificó   | No clasificó   | No clasificó   | No clasificó   | No clasificó   | No clasificó   | No clasificó   |
| 2004  | No participó   | No participó   | No participó   | No participó   | No participó   | No participó   | No participó   |
| 2008  | No participó   | No participó   | No participó   | No participó   | No participó   | No participó   | No participó   |
| 2012  | Fase de grupos | 3              | 0              | 2              | 1              | 1              | 3              |
| 2016  | Por disputarse | Por disputarse | Por disputarse | Por disputarse | Por disputarse | Por disputarse | Por disputarse |
| Total | 1/6            | 3              | 0              | 1              | 2              | 1              | 3              |